# ۱۱۱۸ (میلادی)

## رویدادها
- ۳ آوریل: زمین لرزه زاگرس باختری. زمین لرزه‌ای در زاگرس باختری در ۹ ذیحجه ۵۱۱، به گونه‌ای گسترده در کردستان و در عراق حس شد.

در بغداد جنبش‌های آهسته زمین شماری از خانه‌ها را، به‌ویژه در سوی باختری شهر، ویران کرد؛ شمار اندکی از آن‌ها، بی آنکه تلفاتی به بارآورند، فرو ریختند. 

## زادگان
- ۲۸ نوامبر - مانوئل یکم، امپراتور بیزانس
- آندرونیکوس یکم، امپراتور بیزانس (تاریخ احتمالی)

## درگذشتگان
- ۱۵ اوت - آلکسیوس یکم کومننوس، امپراتور بیزانس